# 승기천로
승기천로(承基川路)는 인천광역시 남동구 고잔동에서 남촌동까지 이어주는 인천광역시도로, 총 연장은 4.031 km이다. 또한 도로명에 대한 유래는 당 도로 부근에 있는 하천인 승기천의 명칭을 인용하여 제명되었다.

## 노선 정보
- 총 연장 : 4.031 km
- 기점 : 인천광역시 남동구 고잔동 788-1 (비류대로와 교차)
- 종점 : 인천광역시 남동구 남촌동 635 (능허대로와 교차)

## 지리

### 통과하는 지자체
- 남동구
  - 남촌동 - 논현2동 - 고잔동

### 접촉하는 도로
- 비류대로
- 함박뫼로
- 청능대로
- 앵고개로
- 능허대로

### 연계 철도역
- 수도권 전철 수인·분당선 : 남동인더스파크역 (도보로 약 5분 정도 걸어와도 충분히 가능함)

### 주변에 있는 시설
- 삼성공업
- 대한케미스타
- 록키
- 다벨
- 창성
- 대한상공회의소 인천인력개발원
- 남동공단1호공원
- 우진ENG
- 디와이솔루텍 (본공장, 2공장 공통)
- 덕신양행
- 부광테크
- 범양금속공업
- 한울기업
- 청미식품
- 한국캐스팅
- 상진금속

## 같이 보기
- 승기천